# Cristian-Augustin Niculescu-Țâgârlaș
Cristian-Augustin Niculescu-Țâgârlaș (n. 25 august 1977, Baia Mare, România) este un senator român, ales în 2020 din partea PNL.